# Ectoconus
Ectoconus – wymarły ssak wielkości owcy należący do prakopytnych, zamieszkiwał dzisiejszą Amerykę Północną we wczesnym paleocenie. Należy do tzw. fauny z Puercan. Gatunek Ectoconus ditrigonus, znaleziono w USA, a dokłądniej w Nowym Meksyku, uważa się nawet za najlepiej poznanego przedstawiciela tej fauny.
Był solidnie zbudowany. Posiadał małą puszkę mózgową, krótkie, ale silne kończyny zaopatrzone w pięć palców zakończonych małymi kopytkami, a także ciężki ogon.